# Cone of Uncertainty
Der Cone of Uncertainty beschreibt den Verlauf von Unsicherheiten in einem Projekt. Er geht zurück auf eine Untersuchung der NASA, die festgestellt hat, dass eine Schätzung, die zu Beginn des Projektlebenszyklus (also noch vor der Anforderungsphase) vorgenommen wurde, im Durchschnitt noch mit einer Unsicherheit von Faktor 4 belastet ist. So kann zum Beispiel die „tatsächlich“ benötigte Zeit eines Projektes viermal so lang oder auch nur ein Viertel so lang sein, wie ursprünglich geschätzt.
Dieser Faktor ist je nach Charakter des Projektes unterschiedlich: Je größer der Anteil von Forschung und Entwicklung ist, umso höher ist die Unsicherheit.
Die Unsicherheit nimmt im Projektverlauf stetig ab, erreicht aber erst mit Projektende 0 %. Der Name „Cone of Uncertainty“ leitet sich aus dem zunächst stark absinkenden und sich dann allmählich der 0 annähernden Verlauf der Unsicherheiten-Kurve ab.
Konsequenzen aus dem Cone of Uncertainty:
- Eine Schätzung von Zeit, Kosten und Qualität am Anfang des Projektes kann allenfalls einen groben Anhaltspunkt liefern
- Schätzungen zur Erstellung eines Projektplans und damit auch der Projektplan selbst sollten regelmäßig aktualisiert werden
- Unsicherheiten können direkt in die Schätzungen mit einfließen (siehe Zwei-Zeiten-Methode, Drei-Zeiten-Methode)
- Wenn möglich sollte der Projektplan die Unsicherheiten beinhalten und wiedergeben